# 德拉里維爾
德拉里維爾是南非的城鎮，位於該國北部，由西北省負責管轄，距離利赫滕堡96公里，面積4.18平方公里，2001年人口2,717，人口密度每平方公里650人。